# Křížení (doprava)

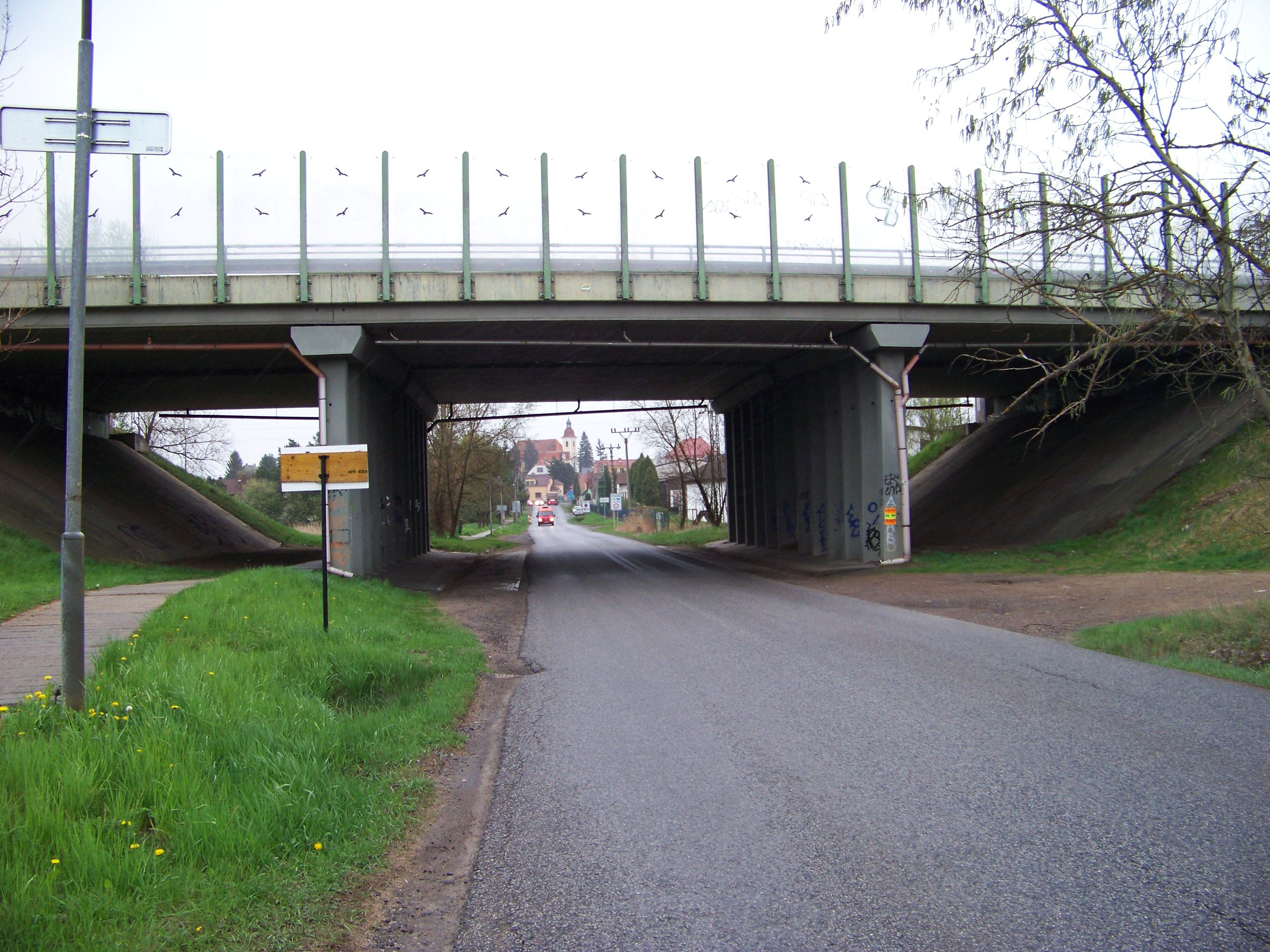
Křížení silnice s dálnicí

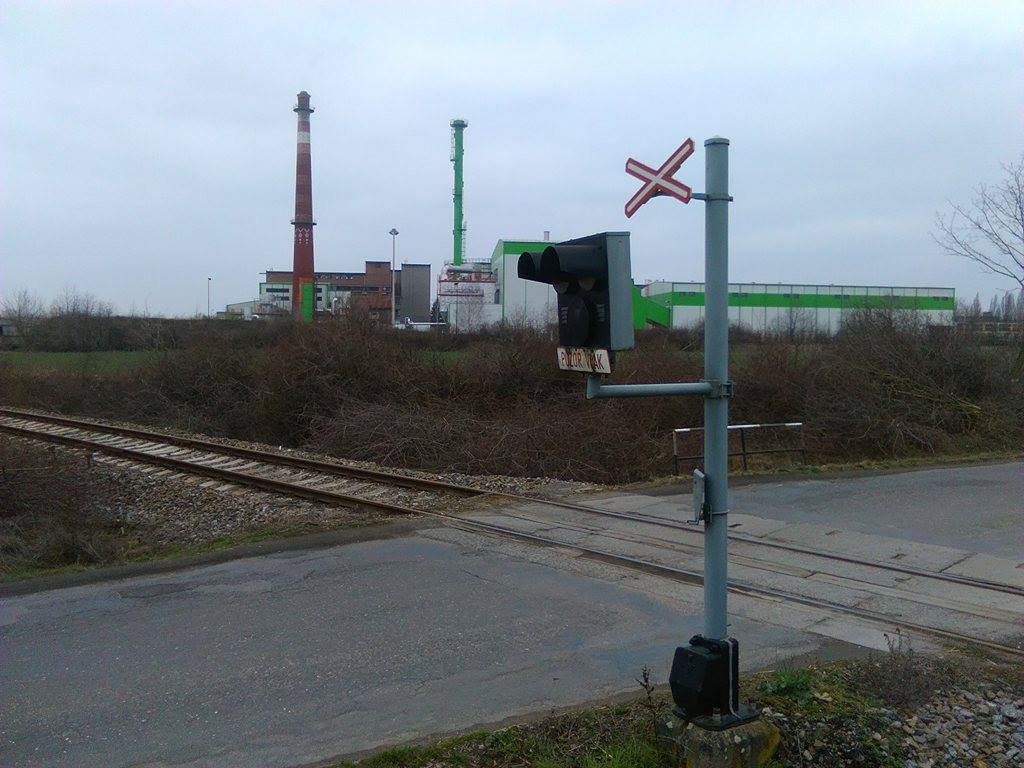
Křížení silnice s dráhou

Křížení je v dopravě místo, kde se dvě komunikace v půdoryse protínají, ale nejsou vzájemně propojeny, nebo kde se pozemní komunikace protíná s dráhou nebo jiným vedením nebo zařízením.
Pokud jsou komunikace vzájemně propojeny, jedná se o křižovatku. Úrovňové křížení s železnicí (železniční přejezd) je nepříznivé z hlediska dopravní bezpečnosti.

## Mimoúrovňové křížení komunikací
Mimoúrovňové křížení komunikací může být zajištěno pomocí mostů či tunelů, rozlišujeme pak nadjezdy a podjezdy, případně podchody a nadchody. Mimoúrovňová křížení se zajištěním možnosti odbočení se pak nazývají mimoúrovňovými křižovatkami.